# Dub taborský u Národního muzea
Dub taborský u Národního muzea v Praze roste v západní části Čelakovského sadů.

## Historie
Strom byl vysazen 28. října 2018 na připomínku 100. výročí vzniku Československé republiky autory obnovy parku a zástupci stovky zahradníků, kteří se na díle podíleli. Exemplář pochází z turecké expedice z roku 2008, sbírán poblíž města Usak ve výšce 723 m n. m. a do parku jej věnoval sběratel dubů Dušan Plaček. Patří mezi první z několika dubů vysazených zde v rámci pilotního projektu asistované migrace druhů prověřující adaptabilitu stromů na změnu klimatu. Autoři věří, že právě díky těmto druhům bude možné v parku udržet i nadále lípy coby národní stromy.
O rok později v noci na 29. srpna jej vandalové poničili dvojím zlomením korunky a kmínku; zůstaly pouze čtyři listy na dvou malých větévkách.
Pokus o fixaci a srůst byl neúspěšný. Během podzimu se na kmínku objevila takzvaná spící očka a pomohla dubu přežít. Na stromku byl proveden „řez naostro“ – seříznutí pod zraněním v místě, kde se objevil výhon. V druhé polovině června roku 2020 pak prorašil takzvanými „jánskými prýty“. Z nich byl vybrán a postupně zapěstován nový terminál. 
Při měření na podzim 2024 měl exemplář výšku již 5,2 metrů.

## Významné stromy v okolí
- Dub uherský u Italské ulice
- Jinan na Novém Městě – v Panské ulici
- Lípa republiky (Karlovo náměstí)
- Pavlovnie plstnatá na Novém Městě – Vrchlického sady
- Platan javorolistý na Karlově náměstí
- Lípa svobody u Národního muzea (zanikla)